# Cambser See
Der Cambser See liegt  in der Sternberger Seenlandschaft östlich des Schweriner Sees. Am Westufer befindet sich der Ort Cambs.

## Geographie
Der gesamte, bis zu 27 Meter tiefe See ist von einem Schilfgürtel gesäumt. Sein Wasser besitzt Trinkwasserqualität. Der Cambser See entwässert über die Motel und den Kleinen und Großen Pohlsee in die Warnow. Der Zufluss erfolgt über das teilweise sehr moorige Nordufer aus Richtung Weißer See. Im Norden befindet sich bei Cambs eine markante größere Bucht.
Der Cambser See liegt östlich der Nordsee-Ostsee-Wasserscheide.

## Entstehung
Der Cambser See ist während der letzten Eiszeit durch das Abschmelzen der Gletscher entstanden. 

## Sage
Die Bewohner von Langen Brütz und Cambs stritten sich lange um den See. Dieser liegt an der Grenze zwischen den beiden Dörfern. Schließlich fällte der Landesherr eine Entscheidung. Der See soll solange zu Cambs gehören, wie Wasser darin ist. Wenn aber das Wasser versiegen sollte, fällt der Grund an Langen Brütz.